# 인천광역시교육감
인천광역시교육감은 인천광역시교육청을 지휘하는 차관급 정무직 공무원이다.

## 역대 교육감
| 선출방식    | 대수     | 이름           | 임기                              | 비고              |
| ----------- | -------- | -------------- | --------------------------------- | ----------------- |
| 관선        | 1대      | 황광수(黃光秀) | 1952년 6월 4일 ~ 1957년 5월 11일  |                   |
| 관선        | 2대      | 황광수(黃光秀) | 1957년 5월 12일 ~ 1957년 11월     |                   |
| 관선        | 3대      | 김재경(金在卿) | 1957년 11월 ~ 1961년 2월 10일     |                   |
| 관선        | 4대      | 최봉칙(崔鳳則) | 1961년 2월 11일 ~ 1962년 2월 20일 | 교육청 폐지       |
| 관선        | 5대      | 황광수(黃光秀) | 1964년 4월 14일 ~ 1965년 10월 5일 |                   |
| 관선        | 6대      | 이강민(李康敏) | 1965년 10월 6일 ~ 1968년 2월 9일  |                   |
| 관선        | 직무대리 | 유영석(柳瀯錫) | 1968년 2월 10일 ~ 1968년 2월      |                   |
| 관선        | 7대      | 유영석(柳瀯錫) | 1968년 3월 ~ 1969년 6월 9일       |                   |
| 관선        | 8대      | 이상희(李相熙) | ~ 1976년 5월 17일                 |                   |
| 관선        | 9대      | 이장복(李章馥) | ~ 1981년 6월 30일                 |                   |
| 관선        | 10대     | 이장복(李章馥) | ~ 1981년 6월 30일                 |                   |
| 관선        | 11대     | 김천홍(金千洪) | 1981년 7월 1일 ~ 1985년 7월 15일  |                   |
| 관선        | 12대     | 김천홍(金千洪) | 1985년 7월 16일 ~ 1989년 7월 15일 | 재선              |
| 관선        | 13대     | 신홍균         | 1989년 7월 16일 ~ 1993년 7월 15일 |                   |
| 간선        | 14대     | 유병세         | 1993년 7월 16일 ~ 1997년 7월 15일 |                   |
| 간선        | 15대     | 유병세         | 1997년 7월 16일 ~ 2001년 7월 15일 | 재선              |
| 간선        | 16대     | 나근형         | 2001년 7월 16일 ~ 2005년 7월 15일 |                   |
| 간선        | 17대     | 나근형         | 2005년 7월 16일 ~ 2009년 7월 15일 | 재선              |
| 교육부 파견 | 권한대행 | 권진수         | 2009년 7월 16일 ~ 2010년 3월 3일  | 부교육감          |
| 교육부 파견 | 권한대행 | 변광화         | 2010년 3월 4일 ~ 2010년 6월 30일  | 부교육감          |
| 직선        | 18대     | 나근형         | 2010년 7월 1일 ~ 2014년 6월 30일  | 3선               |
| 직선        | 19대     | 이청연         | 2014년 7월 1일 ~ 2017년 12월 7일  | 뇌물죄로 직위상실 |
| 교육부 파견 | 권한대행 | 박융수         | 2017년 12월 7일 ~ 2018년 3월 15일 | 부교육감          |
| 교육부 파견 | 권한대행 | 장우삼         | 2018년 3월 16일 ~ 2018년 6월 30일 | 부교육감          |
| 직선        | 20대     | 도성훈         | 2018년 7월 1일 ~ 2022년 6월 30일  | 초선              |
| 직선        | 21대     | 도성훈         | 2022년 7월 1일 ~                  | 재선              |

## 같이 보기
- 제7회 전국동시지방선거 교육감
- 인천광역시교육감 선거